# Mesosiderit
Els mesosiderits són una classe de meteorits del tipus dels litosiderits.

## Estructura i composició
Consisteixen en parts iguals de ferro-níquel metàl·lic i silicat. Són bretxes amb una textura irregular; els silicats i el metall es troben sovint en còdols, així com en intercreixements de gra fi. La part de silicats conté olivina, piroxens i feldespat ric en calci, i és similar en composició a les eucrites i a les diogenites.
L'asteroide (16) Psique és un candidat de cos progenitor dels mesosiderits.

## Descobriment
El primera mesosiderit va ser descobert a Vaca Muerta (desert d'Atacama, Xile) on, en un gran camp de dispersió, van ser trobats molts fragments de meteorit amb una massa total de 3,8 tones. Van ser descobertes al segle xix per prospectors de minerals, que van confondre les inclusions de metall brillants amb la plata i van pensar que havien trobat un aflorament d'un dipòsit de minerals de plata. Més endavant, quan es va fer una anàlisi i es va trobar que en realitat era níquel-ferro, es va establir la seva veritable naturalesa: un meteorit. El meteorit va rebre el nom de Vaca Muerta.